# Weiden an der March
Weiden an der March osztrák község Alsó-Ausztria Gänserndorfi járásában. 2020 januárjában 996 lakosa volt. 

## Elhelyezkedése

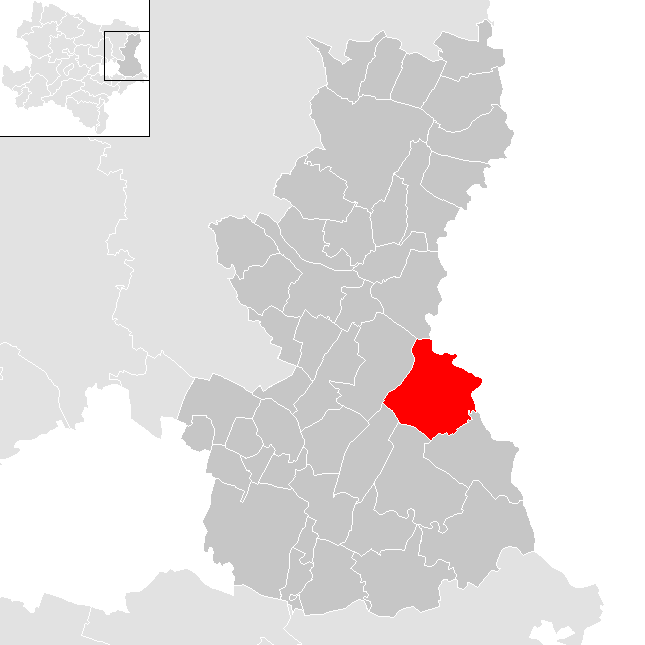
Weiden an der March a Gänserndorfi járásban

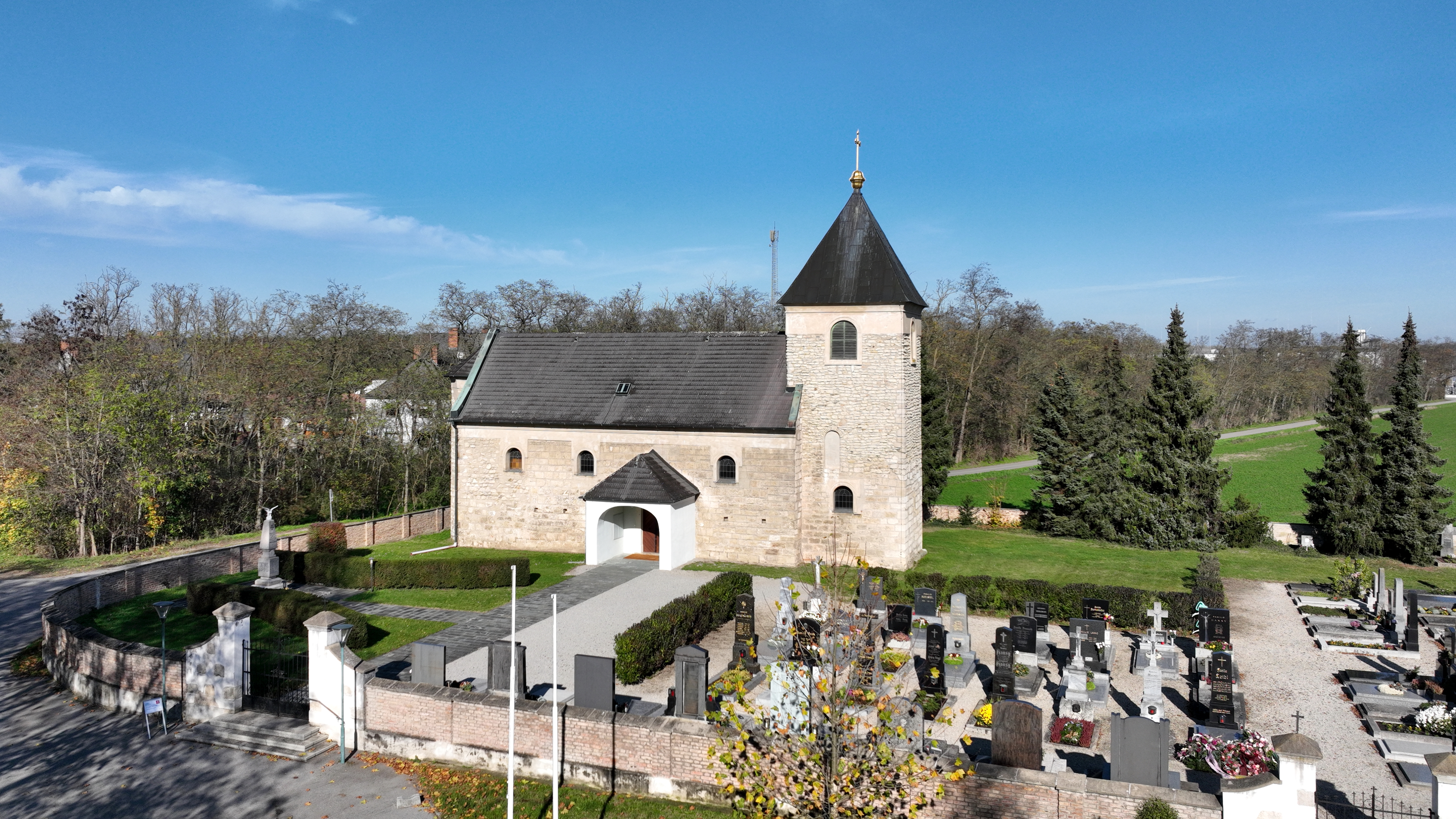
A baumgarteni Szt. Márk-templom

Weiden an der March a tartomány Weinviertel régiójában fekszik a Morva-mező kkeleti részén, a Morva folyó jobb partján, a szlovák határ mentén. Területének 19,9%-a erdő, 70,4% áll mezőgazdasági művelés alatt. Az önkormányzat három településrészt, illetve falut egyesít: Baumgarten an der March (188 lakos 2020-ban), Oberweiden (439 lakos) és Zwerndorf (369 lakos). 
A környező önkormányzatok: délkeletre Marchegg, délre Lassee, délnyugatra Untersiebenbrunn, nyugatra Weikendorf, északra Angern an der March, keletre Malacka (Szlovákia).  

## Története
Az addig különálló Baumgarten an der March, Oberweiden és Zwerndorf községek 1975-ben egyesültek Weiden an der March néven.

## Lakosság
A Weiden an der March-i önkormányzat területén 2020 januárjában 996 fő élt. A lakosságszám 1991 óta enyhén gyarapodó tendenciát mutat. 2018-ban az ittlakók 87,4%-a volt osztrák állampolgár; a külföldiek közül 1,3% a régi (2004 előtti), 4,8% az új EU-tagállamokból érkezett. 4,9% a volt Jugoszlávia (Szlovénia és Horvátország nélkül) vagy Törökország, 1,5% egyéb országok polgára volt. 2001-ben a lakosok 84%-a római katolikusnak, 1,1% evangélikusnak, 1,3% ortodoxnak, 6% mohamedánnak, 7,2% pedig felekezeten kívülinek vallotta magát. Ugyanekkor 3 magyar élt a községben; a legnagyobb nemzetiségi csoportokat a német (89%) mellett a törökök (4,3%), a bosnyákok (1,4%) és a szerbek (1%) alkották. 
A népesség változása:

| 2016 | 1 004 |
| 2018 | 991   |

## Látnivalók
- az overweideni Szt. Lipót-plébániatemplom
- a zwerndorfi Szt. Pongrác-plébániatemplom
- a baumgarteni Szt. Márk-templom

## Fordítás
- Ez a szócikk részben vagy egészben  a   Weiden an der March című német Wikipédia-szócikk ezen változatának fordításán alapul.  Az eredeti cikk szerkesztőit annak laptörténete sorolja fel. Ez a jelzés csupán a megfogalmazás eredetét és a szerzői jogokat jelzi, nem szolgál a cikkben szereplő információk forrásmegjelöléseként.